# 1997年の宝塚歌劇公演一覧
本項目では、1997年の宝塚歌劇公演一覧（1997ねんのたからづかかげきこうえんいちらん）について示す。

## 宝塚大劇場公演
（）内は、作者または演出者名。参考資料は90年史。

### 月組
- 1996年12月20日 - 2月2日
  - 『バロンの末裔』（正塚晴彦）
  - 『グランド・ベル・フォリー』（酒井澄夫）

### 花組
- 2月14日 - 3月24日
  - 『失われた楽園』（小池修一郎）
  - 『サザンクロス・レビュー』（草野旦）

### 雪組
- 3月28日 - 5月5日
  - 『仮面のロマネスク』（柴田侑宏）
  - 『ゴールデン・デイズ』（三木章雄）

### 星組
- 5月9日 - 6月23日
  - 『誠の群像』（石田昌也）　　
  - 『魅惑II -ネオ・エゴイスト!-』（岡田敬二）

### 月組
- 6月27日 - 8月4日
  - 『EL DORADO<エル・ドラード>』（谷正純）

### 花組
- 8月8日 - 9月15日
  - 『ザッツ・レビュー』（植田紳爾、石田昌也　演出）

### 雪組
- 9月19日 - 11月3日
  - 『真夜中のゴースト』（中村暁）
  - 『レ・シェルバン』（中村一徳）

### 星組
- 11月7日 - 12月15日
  - 『ダル・レークの恋』（菊田一夫　作、酒井澄夫　潤色・演出）

### 雪組
- 12月19日 - 1998年2月1日
  - 『春櫻賦』（谷正純）
  - 『Let's Jazz』（草野旦）

## 東京宝塚劇場公演
（）内は、作者または演出者名。参考資料は90年史。

### 星組
- 3月4日 - 3月31日
  - 『エリザベート』（小池修一郎　潤色・演出）

### 月組
- 4月4日 - 4月30日
  - 『バロンの末裔』（正塚晴彦）
  - 『グランド・ベル・フォリー』（酒井澄夫）

### 花組
- 6月4日 - 6月30日
  - 『失われた楽園』（小池修一郎）
  - 『サザンクロス・レビュー』（草野旦）

### 雪組
- 7月4日 - 7月30日
  - 『仮面のロマネスク』（柴田侑宏　脚本・演出）
  - 『ゴールデン・デイズ』（三木章雄）

### 星組
- 8月3日 - 8月30日
  - 『誠の群像』（石田昌也）　　
  - 『魅惑II -ネオ・エゴイスト!-』（[岡田敬二）

### 月組
- 11月3日 - 11月27日
  - 『EL DORADO<エル・ドラード>』（谷正純）

### 花組
- 12月1日 - 12月26日
  - 『ザッツ・レビュー』（植田紳爾、石田昌也　演出）

＊12月で旧・東京宝塚劇場閉館

## 宝塚バウホール公演
（）内は、作者または演出者名。参考資料は90年史。

### 花組
- 1月2日 - 1月5日
  - 『香港夜想曲』（中村一徳）

### 星組
- 1月11日 - 1月26日
  - 『武蔵野の露に消ゆとも』（谷正純）

### 月組
- 2月20日 - 3月2日
  - 『Non-STOP!!』（藤井大介　作・演出・振付）

### 花組
- 4月19日 - 5月5日
  - 『君に恋してラビリンス!』（中村暁　脚本・演出）

### 雪組
- 5月31日 - 6月15日
  - 『嵐が丘』（太田哲則　脚本・演出）

### 月組
- 8月23日 - 9月7日
  - 『FAKE LOVE』（正塚晴彦）

### 星組
- 9月20日 - 9月28日
  - 『Elegy　哀歌』（太田哲則）

### 花組
- 10月4日 - 10月19日
  - 『ブルー・スワン』（小池修一郎）

- 10月25日 - 11月11日
  - 『白い朝』（柴田侑宏　脚本・演出）

### 月組
- 12月20日 - 12月28日
  - 『ワン・モア・タイム!』（中村暁）

## その他の日本公演
（）内は、作者または演出者名。参考資料は90年史。

### 花組
- 1月2日 - 1月7日　大阪・シアター・ドラマシティ
  - 『RYOMA』（石田昌也）

### 星組・特別
- 1月22日 - 1月29日　東京・日本青年館
  - 『ドリアン・グレイの肖像』（中村暁　脚本・演出）

### 雪組
- 2月1日 - 2月18日　中日劇場
  - 『虹のナターシャ』（植田紳爾　脚本・演出）
  - 『La Jeunesse!』（岡田敬二）

### 星組・特別
- 2月2日 - 2月10日　東京・日本青年館
  - 『武蔵野の露と消ゆとも』（谷正純）

### 月組・特別
- 3月6日 - 3月14日　東京・日本青年館
  - 『Non-STOP!!』（藤井大介　作・演出・振付）

### 花組
- 4月12日 - 5月6日　守山、浜松、富士、松本、長野、仙台、府中、市川、広島、福岡
  - 『風と共に去りぬ』（植田紳爾　脚本・演出）

### 雪組
- 5月31日 - 6月10日　東京・日本青年館
  - 『晴れた日に永遠が見える』（村上信夫　潤色・訳詞・演出）

- 6月13日 - 6月15日　愛知厚生年金会館
  - 『晴れた日に永遠が見える』（村上信夫　潤色・訳詞・演出）

### 月組・特別
- 9月11日 - 9月17日　東京・日本青年館
  - 『FAKE LOVE』（正塚晴彦）

- 9月21日 - 9月23日　愛知厚生年金会館
  - 『FAKE LOVE』（正塚晴彦）

### 月組
- 9月13日 - 10月7日　広島、福山、静岡、仙台、市川、川口、富山、金沢、高松、小倉、福岡、佐賀、鹿児島　
  - 『チェーザレ・ボルジア』（柴田侑宏）
  - 『プレスティージュ』（中村一徳）

### 星組・特別
- 9月22日 - 9月29日　東京・日本青年館
  - 『夜明けの天使たち』（荻田浩一）

### 花組・特別
- 10月25日 - 11月4日　東京・日本青年館
  - 『ブルー・スワン』（小池修一郎）

- 11月11日 - 11月12日　愛知県芸術劇場
  - 『ブルー・スワン』（小池修一郎）

### 月組
- 12月20日 - 12月28日　大阪・シアタードラマシティ
  - 『Alas』（藤井大介）

## 催し物
参考資料は90年史。

### '97TCAスペシャル
- 5月23日 - 5月24日　宝塚大劇場
  - レビュー・ルネサンス記念公演『ザ・祭典』-四組夢の競宴-（構成・演出：草野旦・村上信夫・三木章雄・中村暁・石田昌也）

### 第3回アキコ・カンダ　レッスン発表会
- 7月18日 - 7月20日　宝塚バウホール
  - モダンダンス講師35周年記念 モダンダンス・パフォーマンス『DANCIN'〜AKIKO〜』（構成・振付：アキコ・カンダ、演出：太田哲則）

### 歌劇誌「花の道より」300回記念チャリティスペシャル
- 9月15日　宝塚大劇場
  - 『タカラヅカ・フォーエバー』（総指揮：植田紳爾）

### 第38回宝塚舞踊会
- 10月14日　宝塚大劇場
- 指導：藤間勘寿郎・藤間勘二郎・花柳祿寿重

### レビュースペシャル'97
- 12月24日　宝塚大劇場
  - 『クリスマス・イヴ・イン・タカラヅカ』-香港フェスティバル-（総指揮：植田紳爾）

### 東京宝塚劇場サヨナラ・イベント
- 12月27日 - 12月29日　東京宝塚劇場
  - 『アデュー・東京宝塚劇場』-宝塚　我が心のふるさと-（総指揮：小林公平・松岡功）